# Clusia uvitana
Clusia uvitana  es una especie botánica de planta con flor en la familia de las clusiáceas. Está estrechamente relacionada con Clusia minor, nombre con el cual fue tratada en la Flora de Panamá, pero es distinta por las hojas, flores y frutos más grandes, y estigmas elevados.

## Descripción
Son arbustos epífitas o a veces con hábitos terrestres, que alcanzan hasta 5–6 m de alto, el látex blanco. Las hojas obovoides, de 11–16 cm de largo y 5.5–8 cm de ancho, el ápice obtuso a redondeado, base atenuada, nervios laterales 3–5 por cm; pecíolos 1–2 cm de largo. Las inflorescencias son globosas, de 4–5 cm de largo, de muchas flores; con yemas de 10 mm de diámetro; pétalos rosados con manchas rojas hacia el centro y en las uñas; estambres fusionados formando una masa capitada corta, pentagonal, exudando una resina en la antesis; ovario rodeado por una cúpula estaminodial resinosa, estigmas 8–10, elevados. El fruto es ovoide, de 2.5–3 cm de ancho y 3–3.5 cm de largo.

## Distribución y hábitat
Es una especie común en los bosques húmedos, en la zona atlántica; en alturas de  0–800 metros; florece  y fructifica en feb–jul; desde Nicaragua a Panamá.

## Taxonomía
Clusia uvitana fue descrita por Henri Pittier y publicado en Contributions from the United States National Herbarium 13(12): 452. 1912.
Etimología
Clusia: nombre genérico otorgado en honor del botánico Carolus Clusius.
uvitana: epíteto
Sinonimia
- Clusia erectistigma Maguire Lundell[2]